# Kapelle Negenborn

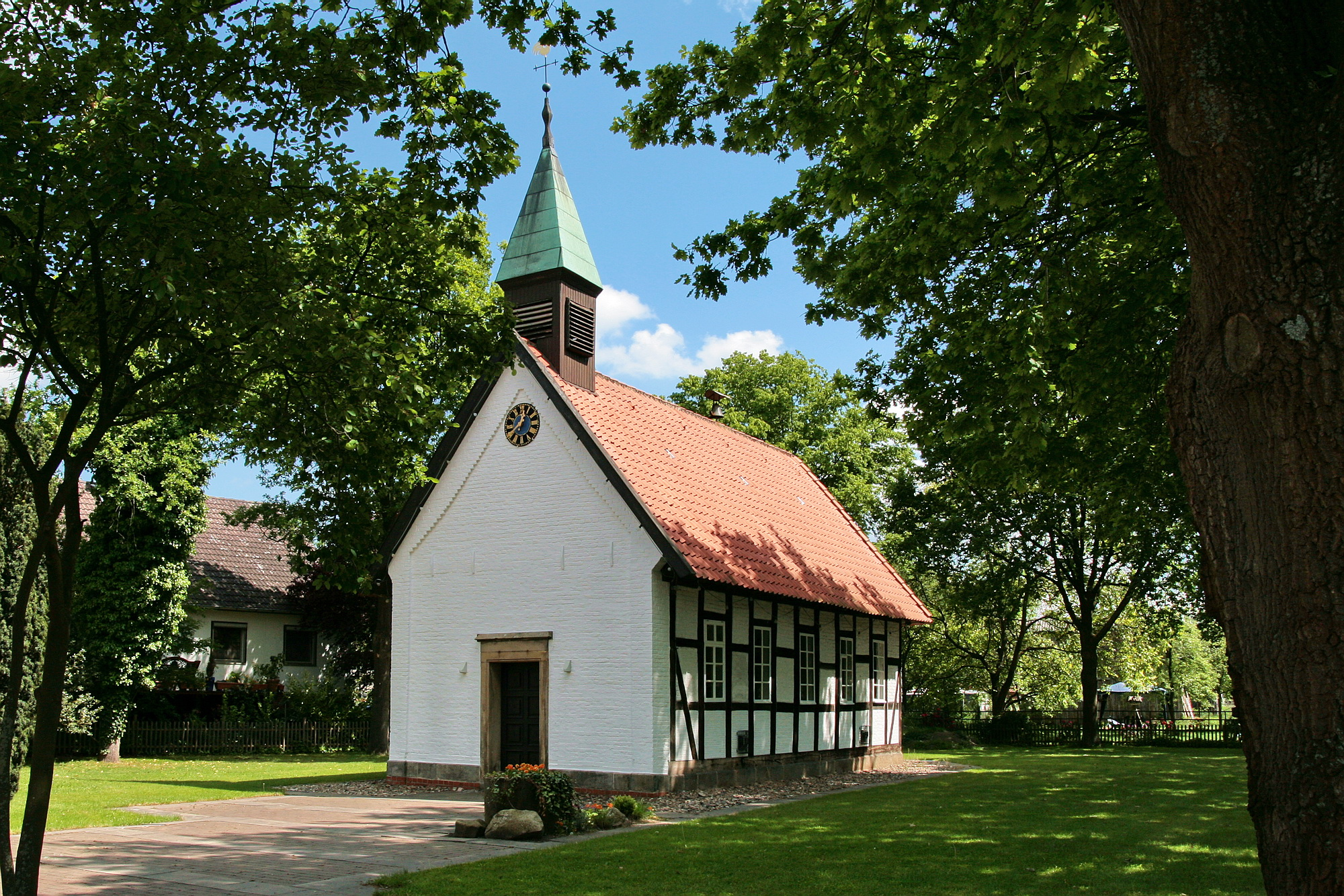
Die Kapelle in Negenborn

Die Kapelle Negenborn ist ein denkmalgeschütztes Bauwerk in Negenborn, einem Ortsteil von Wedemark in der Region Hannover in Niedersachsen.
Seit 2012 gehört die Kapelle Negenborn zur Evangelisch-lutherischen St.-Martini-Kirchengemeinde Brelingen.

## Geschichte
Die Ersterwähnung einer Kapelle in Negenborn stammt aus dem Lüneburger Pfründenregister aus der Zeit der Einführung der Reformation in der Wedemark im Jahr 1534. Der erste evangelische Pastor der Brelinger Kirche betreute auch eine „Capelle tho Negenborne“.
Im Dreißigjährigen Krieg wurde Negenborn etliche Male geplündert. Nach dem Krieg war die Kapelle nur noch eine Ruine. In den 1660er Jahren wurde sie von den Einwohnern so weit instand gesetzt, dass ab 1668 wieder Gottesdienste stattfinden konnten. Zudem verbesserten einige Schenkungen die Kapellenfinanzen. Anfangs gab es zwei, später auf Drängen der Einwohner drei Gottesdienste im Jahr.
In den Jahren 1689 bis 1693 wurde die notdürftig reparierte Kapelle durch einen Neubau ersetzt. Die neue Kapelle war ein reiner Fachwerkbau mit Lehmwänden. An das Jahr der Fertigstellung erinnert eine Balkeninschrift.

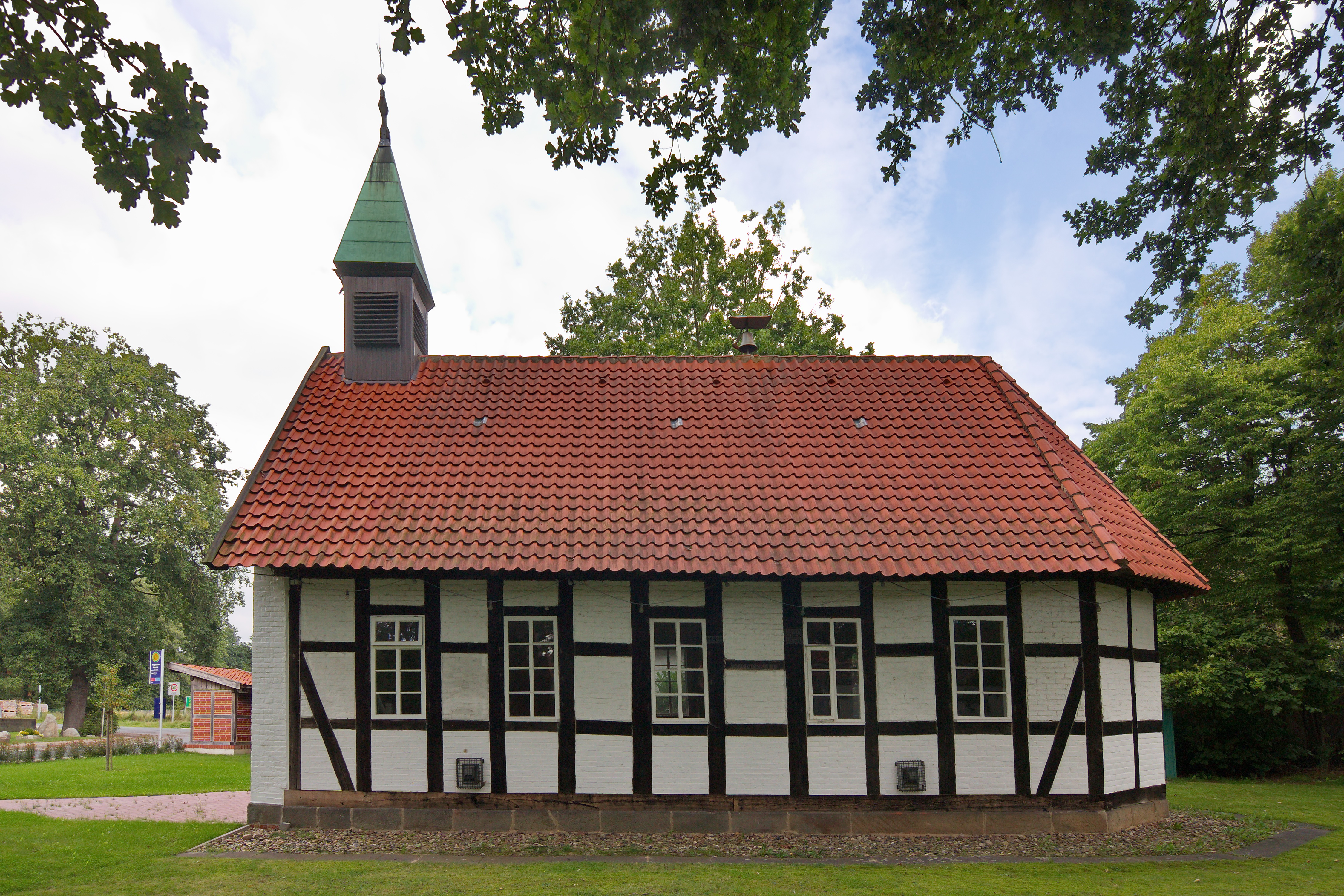
Südseite der Fachwerkkapelle

Die Kapelle ist ein schlichter Fachwerkgebäude mit Dreiachtelschluss. Das Innere des Saals ist flach gedeckt.
Das Satteldach ist an der Ostseite abgewalmt. An der Westseite trägt es einen Dachreiter mit spitzem Pyramidenhelm.
Bereits 1734 gab es an der neuen Kapelle wieder etliche Baumängel.
Im Jahr 1861 mussten die Schwellbalken ersetzt werden, da Nord-, West- und Südseite durch Witterungseinflüsse stark geschädigt waren. Im Jahr 1858 erhielt die Kapelle eine 58 kg schwere Bronzeglocke als Spende.
Am 26. Juli 1881 wurde zur Förderung des kirchlichen Lebens eine Turmuhr bestellt. Dies erschien nötig, da die Negenborner ohne eine öffentliche Zeitanzeige an Bahnhof oder Post extrem unpünktlich zum Gottesdienst erschienen. Das Aufziehen und Reinigen der Turmuhr übernahm gegen eine jährliche Zusatzvergütung von 10 M. der Schullehrer. Im Jahr 1887 wurde ein neues Harmonium beschafft.
Bis ins Jahr 1919 war der Lehrer zugleich der Küster und musste jährlich etwa 35 Lesegottesdienste in der Kapelle halten.
Zu seinen Aufgaben gehörten die Leitung und Begleitung des Gesanges mit Harmonium, Läuten der Betglocke, das Reinigen der Kapelle, Waschen des Altarlakens, Wartung der Turmuhr, Aufsetzen der Taufzettel und Totenpersonalien, Aufbewahrung der Altargeräte sowie Öffnen und Schließen der Kapelle.
Nach dem Zweiten Weltkrieg stieg die Zahl der Gemeindemitglieder durch Zuzüge auf etwa 675 Personen, und es hatte sich zur Zeit der Visitation 1957 ein „relativ lebendiges kirchliches Leben erhalten“.
Das Landeskirchenamt Hannover hob die Kapellengemeinde Negenborn zum 1. Januar 2012 auf. Negenborn gehört seitdem zur Kirchengemeinde Brelingen.
Die Fläche vor der Kapelle Negenborn wurde im Jahr 2013 barrierefrei umgestaltet.
Im Februar 2018 wurden an der Kapelle drei alte Eichen gefällt, an denen durch eindringende Feuchtigkeit Fäulnisschäden entstanden waren.

## Nutzung

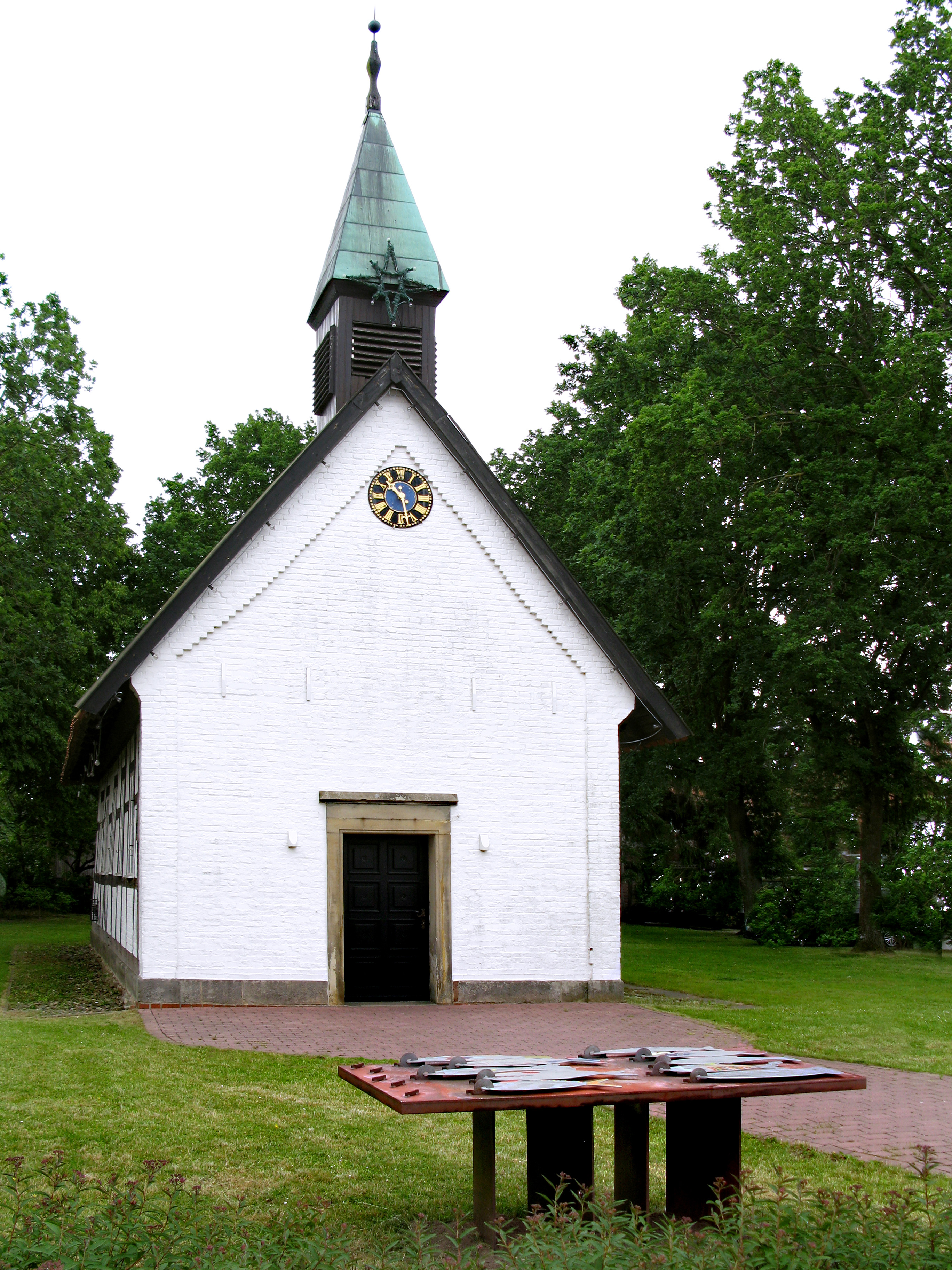
Kunstobjekt vor der Kapelle

In der Negenborner Kapelle gibt es einmal im Monat einen Gottesdienst. Dieser wird meist von Pastoren der Brelinger Kirche gehalten und von der Organistin auf dem Harmonium begleitet.
Bis 2025 läutete die Glocke der Kapelle auch zu Beerdigungen auf dem außerhalb von Negenborn gelegenen Friedhof. Dort gab es eine Friedhofskapelle, jedoch keine Glocke. Dann erhielt dieser einen eigenen Glockenturm mit einer in der Glockengießerei Rincker ursprünglich für das Ulmer Münster gefertigten Bronzeglocke.
Vor der Kapelle in Negenborn wurde 2019 ein Kunstobjekt als Teil des von der Unicef ausgezeichneten Wedemärker Projekts einer Straße der Kinderrechte installiert.
Rund um die Kapelle in Negenborn wird jeweils am zweiten Adventssonntag ein Weihnachtsmarkt veranstaltet.

## Denkmalschutz
Aufgrund ihrer Bedeutung für die Orts- und Siedlungsgeschichte sowie wegen ihrer städtebaulichen Bedeutung als Bau mit prägendem Einfluss auf das Ortsbild besteht an ihrer Erhaltung ein öffentliches Interesse.